# موزه قرآن و کتابت

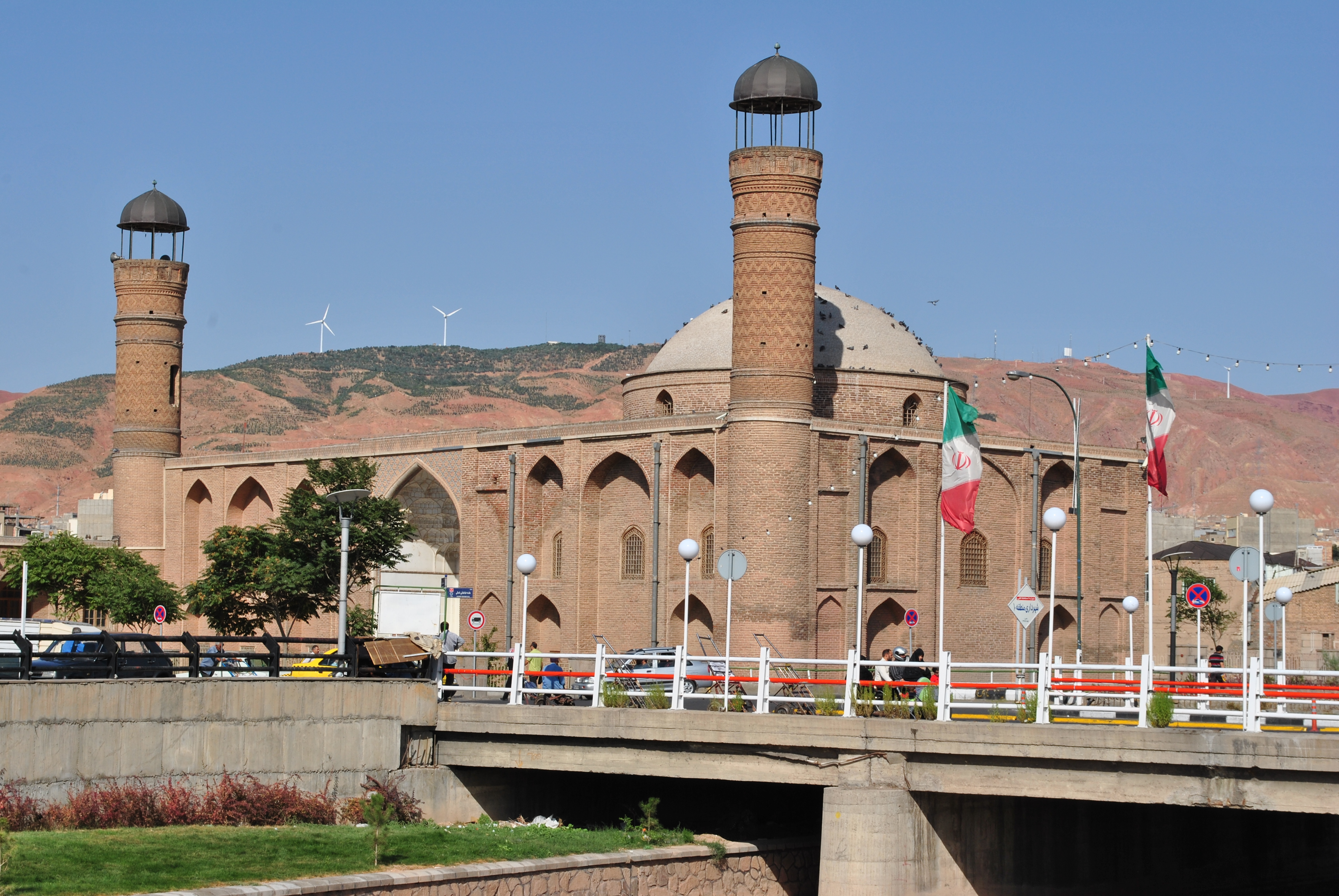
بنای صاحب الامر موزه قرآن و کتابت

موزهٔ قرآن و کتابت، یکی از موزه‌های شهر تبریز است. این موزه در محل مسجد صاحب‌الامر و در مرکز شهر تبریز ایجاد شده است. در موزهٔ قرآن و کتابت، نسخ نفیسی از قرآن، مربوط به‌دوره‌های گوناگون تاریخ، نگه‌داری می‌شوند که گفته می‌شود، یکی از آن‌ها، دست‌خط علی بن موسی است. همچنین انواع پلاک‌های فلزی، قلمدان‌ها، ظروف سفالی، نسخ خطی و … در این موزه نگه‌داری می‌شوند.
از آثار دیگر موجود در موزهٔ قرآن و کتابت، می‌توان به‌آثار خوش‌نویسی هنرمندان تبریزی -همچون درویش عبدالمجید، علی‌رضا عباسی، علاءالدین بیگ تبریزی، محمدحسین تبریزی، ملاعبدالباقی تبریزی، میرزا طاهر خوش‌نویس، میرزا محمد شفیع تبریزی و میرعماد حسنی- اشاره کرد.